# Sjoeke Nüsken
Sjoeke Nüsken, née le 22 janvier 2001 à Hamm en Allemagne, est une footballeuse internationale allemande évoluant au poste de milieu de terrain au Chelsea FC.

## Biographie

### En club
En 2019, elle signe à Eintracht Francfort et y reste jusque 2023. Cette année là, elle rejoint le club de Chelsea.

## Palmarès

### En club
Chelsea
- Finaliste de la Coupe de la Ligue anglaise féminine en 2024
- Vainqueuse du championnat d'Angleterre en 2024 et 2025
- Vainqueuse de la Coupe d'Angleterre en 2025

### En sélection nationale
Sjoeke Nüsken connaît sa première sélection en équipe d'Allemagne le 21 février 2021 lors d'un match amical contre la Belgique.
En 2023, elle fait partie des 23 joueuses sélectionnées pour participer à la coupe du monde.

## Vie privée
Sjoeke Nüsken suit des études d'ingénieurie civile à l'Université de sciences appliquées de Rhin Main.